# Изетин
Изетин или Езетин (на турски: İzzettin) е село в Източна Тракия, Турция, Вилает Истанбул.

## География
Селото се намира на 6 км североизточно от Чаталджа.

## Личности
Починали в Изетин
- Георги Петров Микишев, български военен деец, подпоручик, загинал през Балканската война на 6 ноември 1912 година[2]
- Георги Тенев, български военен деец, полковник, загинал през Балканската война на 10 ноември 1912 година[3]
- Димитър Николов Гицов, български военен деец, подпоручик, загинал през Балканската война на 10 ноември 1912 година[4]
- Минчо Филев Поппетков, български военен деец, подпоручик, загинал през Балканската война на 4 ноември 1912 година[5]